# Triticellidae
Triticellidae är en familj av mossdjur. Triticellidae ingår i ordningen Ctenostomatida, klassen Gymnolaemata, fylumet mossdjur och riket djur. I familjen Triticellidae finns 12 arter. 
Kladogram enligt Catalogue of Life och Dyntaxa:
| Triticellidae | \| \| Farrella \| \| \| \| \| \| Triticella \| \| \| \| \| \| Triticellopsis \| \| \| \| |
|               | \| \| Farrella \| \| \| \| \| \| Triticella \| \| \| \| \| \| Triticellopsis \| \| \| \| |
|               | Farrella                                                                                 |
|               |                                                                                          |
|               | Triticella                                                                               |
|               |                                                                                          |
|               | Triticellopsis                                                                           |
|               |                                                                                          |